# Вила-Нова-де-Сан-Бенту
Вила-Нова-де-Сан-Бенту (порт.  Vila Nova de São Bento) — фрегезия (район) в муниципалитете Серпа округа Бежа в Португалии. Территория — 241,69 км². Население — 3430 жителей. Плотность населения — 14,2 чел/км².